# Bolitoglossa porrasorum
Bolitoglossa porrasorum är en groddjursart som beskrevs av James R. McCranie och Wilson 1995. Bolitoglossa porrasorum ingår i släktet Bolitoglossa och familjen lunglösa salamandrar. IUCN kategoriserar arten globalt som starkt hotad. Inga underarter finns listade.